# Kristiansund
 Ikke at forveksle med Kristiansand.
Kristiansund er en by i Norge der fik status som købstad i 1742 af Christian 6., konge i Danmark-Norge. Kongen havde nogle år tidligere besøgt stedet på sin store rejse i Norge. Kristiansund ligger i Møre og Romsdal amt, og er specielt kendt for produktion af klipfisk. I dag er byen base for olie- og gasvirksomheden på Haltenbanken, den del af den norske kontinentalsokkel som ligger ud for Midt-Norge. Byen, som er venskabsby med Fredericia, har i dag ca. 23.000 indbyggere.
Før 1742 hed stedet Lille-Fosen, og var ladested under den større købstad Trondhjem.

## Personer fra Kristiansund («kristiansunder»)
- John Moses, skibsreder, eidsvollsmand
- Wilhelm Frimann Koren Christie († 1849), politikar og embedsmand.
- Edvard Bræin († 1957), romantisk komponist og folkemindesamler.
- Arnulf Øverland († 1968), forfatter, voksede op i Bergen og Kristiania[1]
- Kaare Fostervoll († 1981), gymnasierektor, politiker og første radiochef.
- Magnar Isaksen († 1979), fodboldspiller på «bronzeholdet» i Sommer-OL 1936.
- Edvard Fliflet Bræin († 1976), modernistisk/nyklassisistisk komponist, musiker og dirigent.
- Ove Borøchstein, lærer og forfatter († 2013)
- Frode Alnæs, musiker, medlem i Dance with a Stranger.
- Øyvind Elgenes, rockmusiker
- Lynni Treekrem (f. 1958), pop- og rockmusikar.
- Jan-Erik Larsen (f. 1963), politiker, pioner i PR-bureauet First House, statssekretær[2]
- Øyvind Leonardsen, fodboldspiller
- Ole Gunnar Solskjær, fodboldspiller
- Anja Cecilie Solvik, aktivist, stifter af Bunadsgeriljaen